# Canal latéral à la Loire

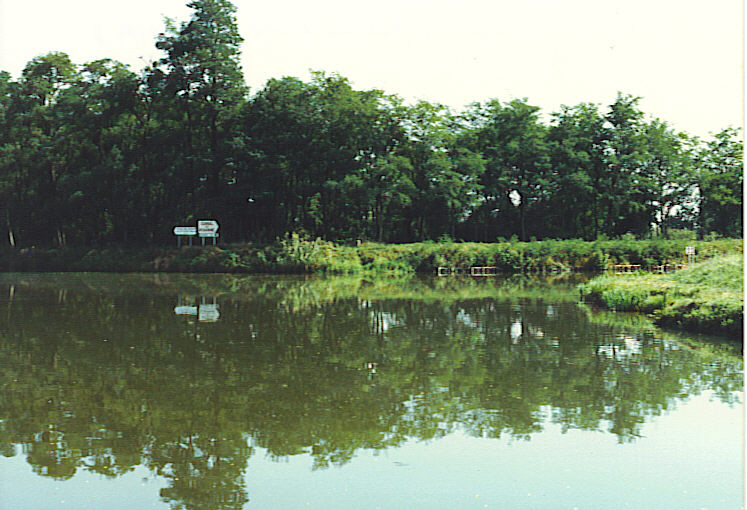
Jonction canal latéral à la Loire et canal de Roanne à Digoin.

Le canal latéral à la Loire, ouvert en 1838, est un ouvrage hydraulique qui va de Digoin à Briare. Long de 196 km, il débute en Bourgogne dans le département de Saône-et-Loire, traverse celui de la Nièvre, pénètre dans le Cher et le Loiret en région Centre-Val de Loire et rejoint le canal de Briare au sud-est du département. Il permet avec d'autres ouvrages la liaison du Rhône à la Seine.

## Caractéristiques physiques
Canal latéral au gabarit Freycinet longeant la Loire.
D'une longueur de 196 km, le canal comporte 37 écluses et relie les villes de Digoin (Saône-et-Loire) et de Briare (Loiret). Ces chiffres ne comprennent pas ses nombreux embranchements et leurs écluses.
Il débute au cœur de la ville de Digoin, au port Campionnet où il est connecté au canal du Centre qui, lui, rejoint la Saône à Chalon-sur-Saône et appartient donc au bassin du Rhône.

Puis il franchit la Loire par un grand pont-canal et accueille peu après, en rive gauche à Chavane, le canal latéral de Roanne à Digoin qui est son prolongement vers le sud.
À Decize, importante base de tourisme fluvial, un embranchement passant par le lit du fleuve donne accès au canal du Nivernais.
Peu avant de traverser l'Allier au moyen du pont-canal du Guétin (à cheval sur Cuffy (Cher) et Gimouille (Nièvre)), un embranchement permet de joindre Nevers.

Peu après le pont-canal et sa double écluse, le canal reçoit sur sa gauche les eaux de l'Allier par l'intermédiaire de la rigole des Lorrains (ou d'Apremont) qui comporte une curieuse écluse, ronde à son origine, à 3 km en amont, et qui fut navigable. Sur sa droite, le canal reçoit peu après un autre embranchement par lequel les bateaux pouvaient aller charger à Fourchambault, sur l'autre rive de la Loire.
À Marseilles-lès-Aubigny, ancienne cité batelière importante, se voit encore l'ancienne confluence du canal de Berry, déclassé en 1955.

Après être passé au pied de la colline de Sancerre où un autre embranchement lui permet de rejoindre la Loire, le canal arrive à Châtillon-sur-Loire où il devait autrefois traverser la Loire dans son lit-même, entre deux digues. À présent il suit un tracé moins périlleux qui l'amène à Briare par le grand pont-canal du même nom.
Enfin, après 2 km et un ultime pont-canal sur la Trézée à la Cognardière, il se connecte au canal de Briare. Par celui-ci et le canal du Loing qui le prolonge, le bateau peut continuer sa route jusqu'en Seine.

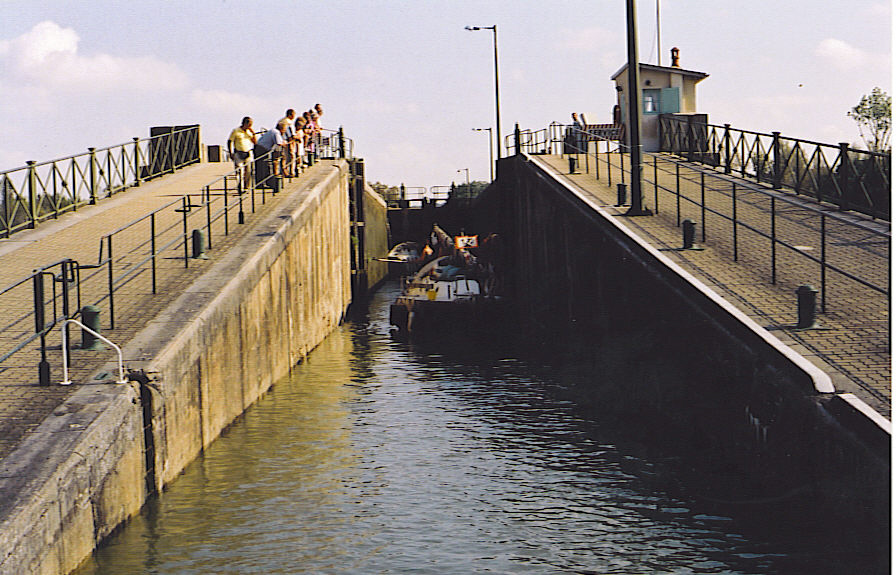
Double écluse de Guétin donnant accès au pont-canal

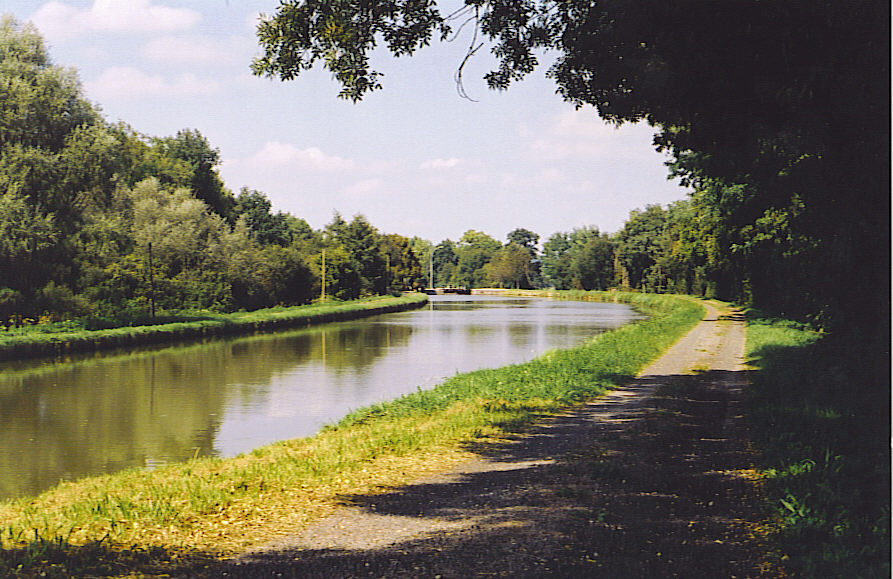
Embranchement de Nevers

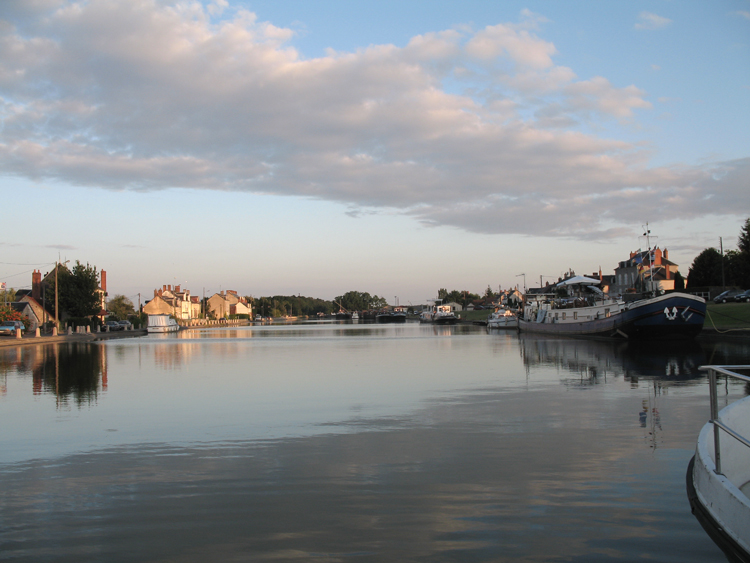
Bassin de Marseilles-lès-Aubigny

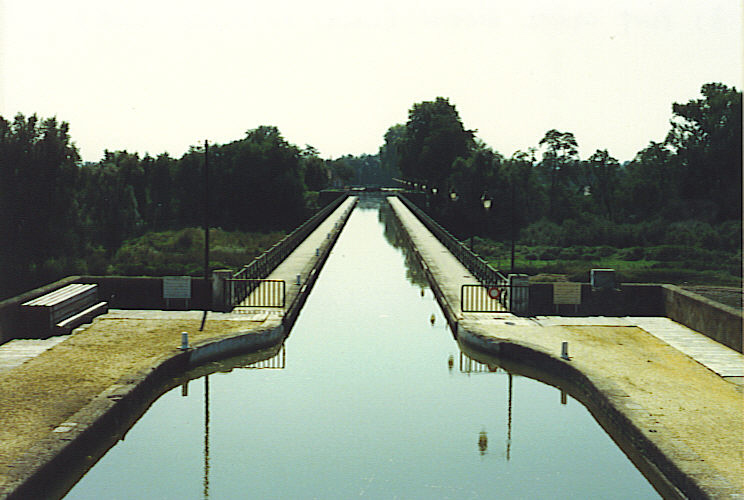
Pont-canal sur la Loire à Digoin (connexion vers le canal du Centre dans Digoin).

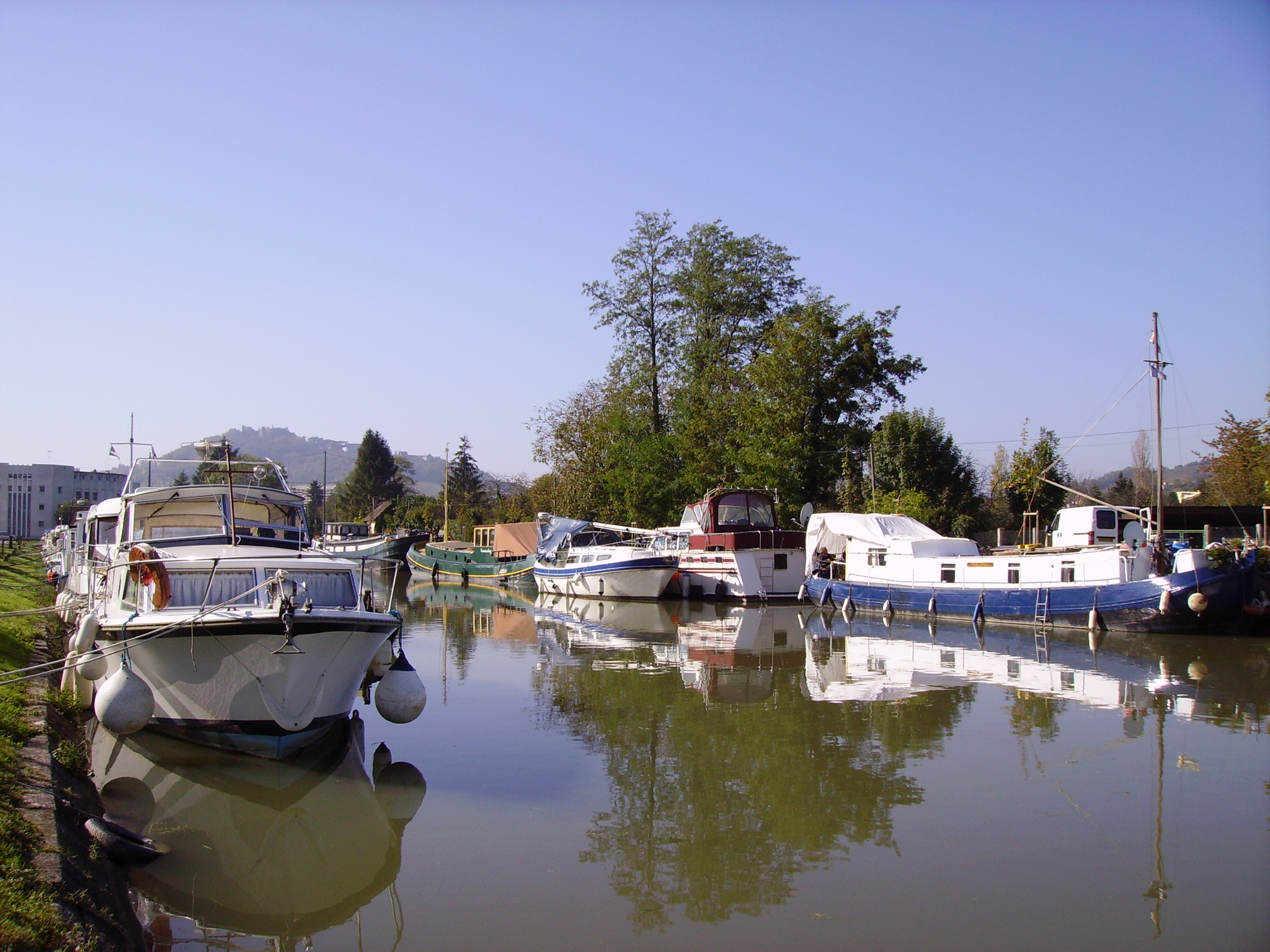
Port de plaisance de Saint-Thibault-sur-Loire. Colline de Sancerre visible au loin

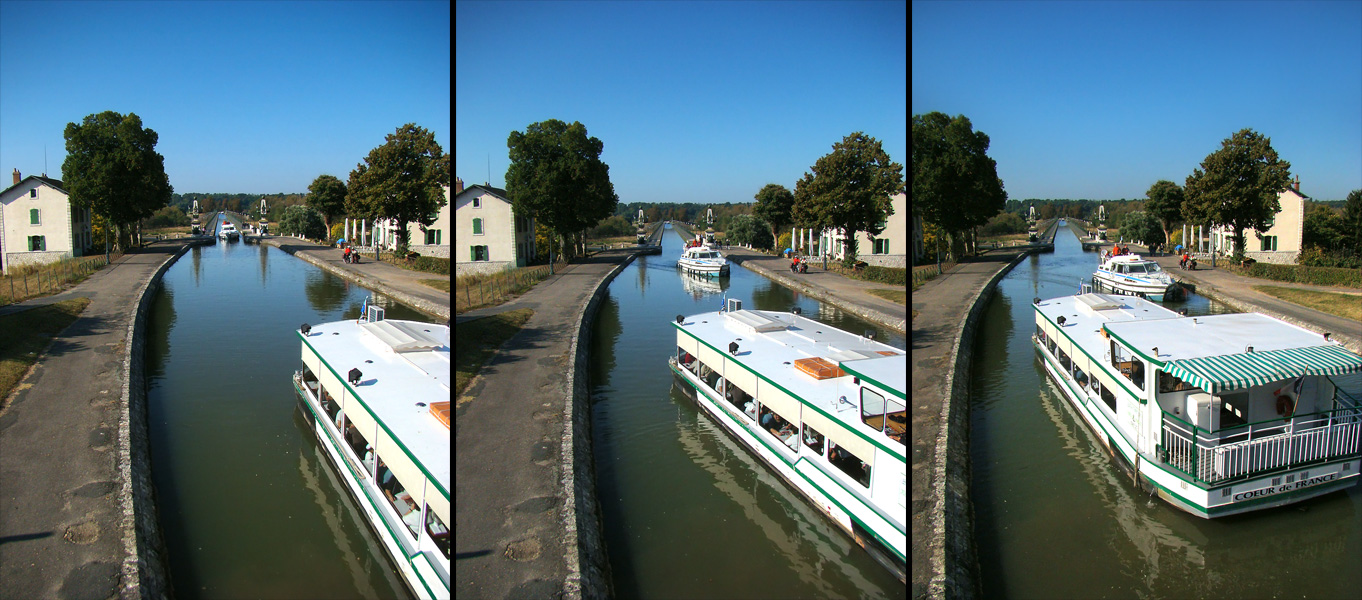
Trafic de plaisance au pont-canal de Briare

- Altitude à Digoin : 234,60 m
- Altitude à Briare : 136,92 m

Chute moyenne des écluses : 2,70 m

## Bref historique
Les plans initiaux sont de l'ingénieur Louis Didier Jousselin sous la Restauration.
Compagnie concessionnaire : Compagnie des quatre canaux jusqu'en 1860, puis rachat par l'État. Ingénieurs : Jullien, Lejeune, Jean Joseph Pierre Vigoureux (1784-1857). Début des travaux : 1827. Ouverture du canal en 1838,.
Modernisation Freycinet : Léonce-Abel Mazoyer (1846-1910) de 1890 à 1896. Cette modernisation s'achève avec la mise en service du pont-canal de Briare en septembre 1896.

## Le «nouveau» canal latéral à la Loire et le pont-canal de Briare
Pour améliorer la fluidité du trafic sur la grande ligne ligérienne de Digoin à Briare et son prolongement vers le Bassin parisien par les canaux de Briare et du Loing, un pont-canal en acier doux fut construit à partir de 1890 et ouvert en 1896 pour permettre au canal latéral à la Loire (réalisé entre 1822 et 1838), de traverser la Loire bien plus facilement qu'auparavant, où il devait emprunter le lit du fleuve sur 1 km sur la commune de Châtillon-sur-Loire. Ce pont-canal, établi à Briare, permit ainsi une connexion plus facile, 3 km plus loin à la Cognardière, du canal latéral avec le canal de Briare. Il est l'œuvre de l'ingénieur-en-chef Léonce-Abel Mazoyer.
Le pont-canal de Briare, qui appartient au canal latéral à la Loire (et non au canal de Briare) est établi sur quatorze piles, construites sur des caissons profonds de 5 à 8 m. Sur ces piles est posée une poutre métallique unique qui supporte une cuvette en U qui contient plus de 13 000 tonnes d'eau (2,2 m de profondeur). La largeur du pont, chemins de halage compris, est de 11,5 m ; sa longueur de 662,7 m.
En plus de franchir la Loire, le pont-canal franchit l'ancien canal latéral de 1838.
Huit vannes permettent de vider le pont-canal en cas de gel sévère.

## Ouvrages remarquables
Le canal latéral à la Loire comprend certains des plus fameux ouvrages de la voie d'eau et notamment le grand pont-canal métallique de Briare, qui détint jusqu'en 2003 le record européen de longueur dans sa catégorie.
- Grands ponts-canaux : de Digoin (sur la Loire), du Guétin (sur l'Allier, à Cuffy (Cher) et Gimouille (Nièvre)) et de Briare (sur la Loire).
- Ponts-canaux plus modestes sur les cours d'eau suivants : la Vouzance (sur Molinet), le Loddes (sur Pierrefitte-sur-Loire et Coulanges), la Besbre (sur Dompierre-sur-Besbre et Diou), l'Abron et l'Acolin (sur Avril-sur-Loire), l'Aubois (sur Marseilles-lès-Aubigny) et la Trézée (à la Cognardière sur Briare).
- Écluse ronde des Lorrains sur l'embranchement éponyme à Apremont-sur-Allier.
- l'écluse de Mantelot, ancien passage en Loire à Châtillon-sur-Loire, avec des ouvrages classés monuments historiques.

## Remarques
À l'origine, le canal commençait à 4 km en amont de Digoin dans la vallée de la Bourbince,  juste en amont de l'écluse « Paradis » n° 27 du canal du Centre (disparue depuis, vestiges encore visibles). Le bornage kilométrique part toujours de ce point, alors que les quatre premiers kilomètres du canal ont été donnés au canal du Centre (soit entre le Paradis et le port Campionnet).
De même, à l'autre bout, il arrivait au cœur de Briare, juste en amont de l'écluse de Baraban du canal de Briare. Les changements sont expliqués en détail dans le site Projet Babel cité en liens externes.

## Système alimentaire
- L'Arroux par la rigole éponyme et le canal du Centre
- La Loire par le canal de Roanne à Digoin
- La Besbre à Sept-Fons
- L'Abron et l'Acolin à l'aval de Decize
- La Collâtre
- L'Allier aux Lorrains
- Le ruisseau des Boisseaux à Ménétréol
- Le dernier bief profite de la Trézée et du système alimentaire du canal de Briare

## Ports
- Ports les plus importants - dans la Nièvre : Decize, Nevers ; dans le Cher : Marseilles-lès-Aubigny, La Chapelle-Montlinard, Saint-Satur, Les Fouchards (sur Boulleret) ; dans le Loiret : Briare.
- Ports de plaisance ou haltes : Molinet, Coulanges, Pierrefitte, Diou, Beaulon, Decize, Fleury, Nevers, Plagny (sur Challuy), Le Guétin, Cours-les-Barres, Marseilles-lès-Aubigny, La Chapelle-Montlinard, Herry, Saint-Thibault-sur-Loire (faubourg de Saint-Satur), Beaulieu, Châtillon-sur-Loire, Briare
  - Ménétréol-sous-Sancerre : le petit port de plaisance, situé entre les écluses de Bannay[4] et de Thauvenay, est ouvert de Pâques à novembre. Il propose huit places pour bateaux et des services (points d'eau, d'électricité, sanitaires et poubelles) aux plaisanciers.
  - Saint-Satur : port de commerce et de plaisance (près de Saint-Thibault-sur-Loire), situé entre les écluses de Bannay et de Thauvenay
  - Briare : ancien port de commerce, avec commodités, atelier de réparation et location de bateaux

## Communes traversées
Loiret
Briare, Saint-Firmin-sur-Loire, Châtillon-sur-Loire, Beaulieu-sur-Loire.

Cher
Belleville-sur-Loire, Sury-près-Léré, Léré, Boulleret, Bannay, Saint-Satur, Sancerre, Ménétréol-sous-Sancerre, Thauvenay, Saint-Bouize, Herry, La Chapelle-Montlinard, Argenvières, Saint-Léger-le-Petit, Beffes, Marseilles-lès-Aubigny, Jouet-sur-l'Aubois, Cours-les-Barres, Cuffy.

Nièvre
Gimouille, Challuy, Sermoise-sur-Loire, Chevenon, Luthenay-Uxeloup, Fleury-sur-Loire, Avril-sur-Loire, Decize, Cossaye, Lamenay-sur-Loire.
Allier
Gannay-sur-Loire, Paray-le-Frésil, Garnat-sur-Engièvre, Beaulon, Dompierre-sur-Besbre, Diou, Pierrefitte-sur-Loire, Coulanges, Molinet, Chassenard.
Saône-et-Loire
Digoin.